# Świątniki Górne
Świątniki Górne is een stad in het Poolse woiwodschap Klein-Polen, gelegen in de powiat Krakowski. De oppervlakte bedraagt 4,44 km², het inwonertal 2101 (2005).

## Geboren
- Tadeusz Synowiec (1889-1960), voetballer